# روفینگن
روفینگن (به آلمانی: Röfingen) یک شهر در آلمان است که در گونتسبورگ واقع شده‌است.